# Internationellt körkort

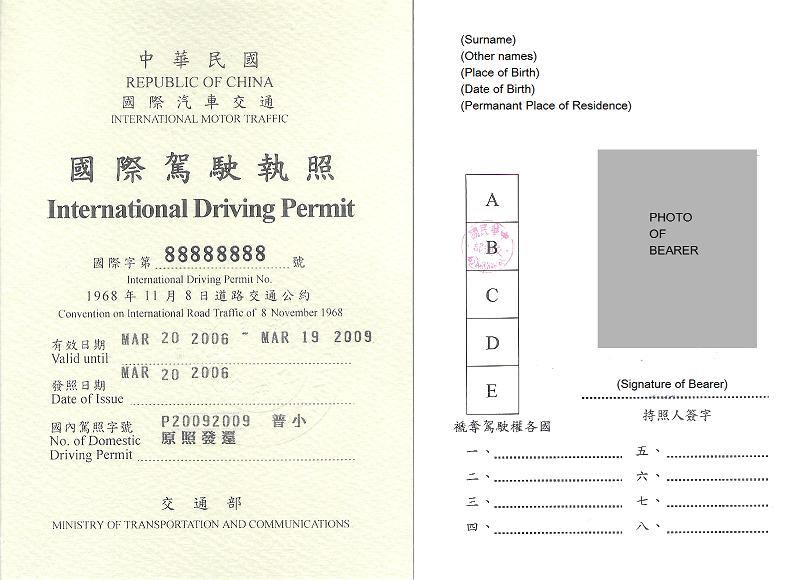
Ett internationellt körkort utfärdat av Taiwan (Republiken Kina).

Ett internationellt körkort (IKK) är en översättning av ett nationellt körkort som gör det möjligt för innehavaren att föra  motorfordon i alla länder eller jurisdiktioner som erkänner dokumentet. Begreppet internationellt körkort nämndes första gången i den internationella konventionen i förhållande till biltrafik som undertecknades i Paris 1926. Internationella körkort utfärdas i de flesta länder av konsumentorganisationer för bilister och trafikanter, såsom Riksförbundet M i Sverige, Norges Automobilforbund i Norge och American Automobile Association i USA.
För personer med giltigt svenskt körkort kan beställning av internationella körkort ske hos någon av Riksförbundet M Sverige, OK Förlaget AB, Caravan Club of Sweden, Kungliga automobilklubben, Motorförarnas Helnykterhetsförbund och Svenska motorcyklisters centralorganisation.
Internationella körkort regleras av tre internationella konventioner: internationella konventionen i förhållande till biltrafik från Paris 1926,  Genèvekonventionen om vägtrafik från 1949 och Wienkonventionen om vägtrafik från 1968. När en stat är ansluten till mer än en konvention ersätter den senaste den tidigare.
Ett internationellt körkort har A6-storlek (148 × 105 mm),ett grått omslag och vita inre sidor. Utsidan och insidan av framsidan ska tryckas på (minst ett av) det eller de nationella språken i den utfärdande staten. De två sista inre sidorna ska skrivas på franska, och sidor som föregår dessa två sidor ska upprepa den första av dem på flera språk, som dock måste innehålla engelska, ryska och spanska.
För att vara giltigt måste ett IKK åtföljas av ett giltigt nationellt körkort. Ett IKK krävs inte om förarens nationella körkort uppfyller kraven år 1949 eller 1968 konventionerna; det nationella körkorten kan då användas i andra länder som är part i konventionen.
Inom Europeiska ekonomiska samarbetsområdet behövs inte IKK för innehavare av ett europeiskt körkort. Det samma gäller innehavare av ett interamerikansk körkort som kör i deltagande amerikanska länder.

## Länder och jurisdiktioner som godkänner IKK
| Land                         | Deltagande av 1968 Wienkonventionen (3-årigt IKK) | Deltagande av 1949 Genèvekonventionen (1-årigt IKK) | Deltagande av 1926 Pariskonventionen |
| ---------------------------- | ------------------------------------------------- | --------------------------------------------------- | ------------------------------------ |
| Albanien                     | Ja                                                | Ja                                                  |                                      |
| Algeriet                     |                                                   | Ja                                                  |                                      |
| Argentina                    |                                                   | Ja                                                  |                                      |
| Armenien                     | Ja                                                |                                                     |                                      |
| Australien                   |                                                   | Ja                                                  |                                      |
| Österrike                    | Ja                                                | Ja                                                  | Ja                                   |
| Azerbajdzjan                 | Ja                                                |                                                     |                                      |
| Bahamas                      | Ja                                                |                                                     |                                      |
| Bahrain                      | Ja                                                |                                                     |                                      |
| Bangladesh                   |                                                   | Ja                                                  |                                      |
| Barbados                     |                                                   | Ja                                                  |                                      |
| Belarus                      | Ja                                                |                                                     |                                      |
| Belgien                      | Ja                                                | Ja                                                  |                                      |
| Benin                        |                                                   | Ja                                                  |                                      |
| Bosnien och Hercegovina      | Ja                                                |                                                     |                                      |
| Botswana                     |                                                   | Ja                                                  |                                      |
| Brasilien                    | Ja                                                |                                                     |                                      |
| Bulgarien                    | Ja                                                | Ja                                                  | Ja                                   |
| Burkina Faso                 |                                                   | Ja                                                  |                                      |
| Kap Verde                    | Ja                                                |                                                     |                                      |
| Kambodja                     |                                                   | Ja                                                  |                                      |
| Kanada                       |                                                   | Ja                                                  |                                      |
| Centralafrikanska republiken | Ja                                                | Ja                                                  |                                      |
| Chile                        | Ja                                                | Ja                                                  | Ja                                   |
| Kongo-Brazzaville            |                                                   | Ja                                                  |                                      |
| Costa Rica                   | Ja                                                |                                                     |                                      |
| Elfenbenskusten              | Ja                                                | Ja                                                  |                                      |
| Kroatien                     | Ja                                                |                                                     |                                      |
| Kuba                         | Ja                                                | Ja                                                  | Ja                                   |
| Cypern                       |                                                   | Ja                                                  |                                      |
| Tjeckien                     | Ja                                                | Ja                                                  |                                      |
| Kongo-Kinshasa               | Ja                                                | Ja                                                  |                                      |
| Danmark                      | Ja                                                | Ja                                                  |                                      |
| Dominikanska republiken      |                                                   | Ja                                                  |                                      |
| Ecuador                      | Ja                                                | Ja                                                  |                                      |
| Egypten                      |                                                   | Ja                                                  | Ja                                   |
| Estland                      | Ja                                                |                                                     |                                      |
| Fiji                         |                                                   | Ja                                                  |                                      |
| Finland                      | Ja                                                | Ja                                                  |                                      |
| Frankrike                    | Ja                                                | Ja                                                  | Ja                                   |
| Georgien                     | Ja                                                | Ja                                                  |                                      |
| Tyskland                     | Ja                                                |                                                     |                                      |
| Ghana                        | Ja                                                | Ja                                                  |                                      |
| Grekland                     | Ja                                                | Ja                                                  |                                      |
| Guatemala                    |                                                   | Ja                                                  | Ja                                   |
| Guyana                       | Ja                                                |                                                     |                                      |
| Haiti                        |                                                   | Ja                                                  |                                      |
| Mall:Landsdata Holy See      | Ja                                                | Ja                                                  |                                      |
| Ungern                       | Ja                                                | Ja                                                  | Ja                                   |
| Island                       |                                                   | Ja                                                  |                                      |
| Indien                       |                                                   | Ja                                                  |                                      |
| Indonesien                   | Ja                                                |                                                     |                                      |
| Iran                         | Ja                                                |                                                     |                                      |
| Irak                         | Ja                                                |                                                     |                                      |
| Irland                       |                                                   | Ja                                                  |                                      |
| Israel                       | Ja                                                | Ja                                                  |                                      |
| Italien                      | Ja                                                | Ja                                                  | Ja                                   |
| Jamaica                      |                                                   | Ja                                                  |                                      |
| Japan                        |                                                   | Ja                                                  |                                      |
| Jordanien                    |                                                   | Ja                                                  |                                      |
| Kirgizistan                  | Ja                                                | Ja                                                  |                                      |
| Kazakstan                    | Ja                                                |                                                     |                                      |
| Kenya                        | Ja                                                |                                                     |                                      |
| Kuwait                       | Ja                                                |                                                     |                                      |
| Laos                         |                                                   | Ja                                                  |                                      |
| Lettland                     | Ja                                                |                                                     |                                      |
| Liberia                      | Ja                                                |                                                     |                                      |
| Libanon                      |                                                   | Ja                                                  |                                      |
| Lesotho                      |                                                   | Ja                                                  |                                      |
| Litauen                      | Ja                                                | Ja                                                  |                                      |
| Luxemburg                    | Ja                                                | Ja                                                  | Ja                                   |
| Madagaskar                   |                                                   | Ja                                                  |                                      |
| Malawi                       |                                                   | Ja                                                  |                                      |
| Malaysia                     |                                                   | Ja                                                  |                                      |
| Mali                         |                                                   | Ja                                                  |                                      |
| Malta                        |                                                   | Ja                                                  |                                      |
| Mexiko                       | Ja                                                |                                                     | Ja                                   |
| Monaco                       | Ja                                                | Ja                                                  | Ja                                   |
| Mongoliet                    | Ja                                                |                                                     |                                      |
| Montenegro                   | Ja                                                | Ja                                                  |                                      |
| Marocko                      | Ja                                                | Ja                                                  | Ja                                   |
| Myanmar                      | Ja                                                |                                                     |                                      |
| Namibia                      |                                                   | Ja                                                  |                                      |
| Nederländerna                | Ja                                                | Ja                                                  |                                      |
| Nya Zeeland                  | Ja                                                | Ja                                                  |                                      |
| Niger                        | Ja                                                | Ja                                                  |                                      |
| Nigeria                      | Ja                                                | Ja                                                  |                                      |
| Nordmakedonien               | Ja                                                |                                                     |                                      |
| Norge                        | Ja                                                | Ja                                                  |                                      |
| Pakistan                     | Ja                                                |                                                     |                                      |
| Papua Nya Guinea             |                                                   | Ja                                                  |                                      |
| Paraguay                     |                                                   | Ja                                                  |                                      |
| Peru                         | Ja                                                | Ja                                                  | Ja                                   |
| Filippinerna                 | Ja                                                | Ja                                                  |                                      |
| Polen                        | Ja                                                | Ja                                                  | Ja                                   |
| Portugal                     | Ja                                                | Ja                                                  | Ja                                   |
| Qatar                        | Ja                                                |                                                     |                                      |
| Sydkorea                     | Ja                                                | Ja                                                  |                                      |
| Moldavien                    | Ja                                                |                                                     |                                      |
| Rumänien                     | Ja                                                | Ja                                                  | Ja                                   |
| Ryssland                     | Ja                                                | Ja                                                  |                                      |
| Rwanda                       |                                                   | Ja                                                  |                                      |
| San Marino                   | Ja                                                | Ja                                                  |                                      |
| Saudiarabien                 | Ja                                                |                                                     |                                      |
| Senegal                      | Ja                                                | Ja                                                  |                                      |
| Serbien                      | Ja                                                | Ja                                                  |                                      |
| Seychellerna                 | Ja                                                |                                                     |                                      |
| Sierra Leone                 |                                                   | Ja                                                  |                                      |
| Singapore                    |                                                   | Ja                                                  |                                      |
| Slovakien                    | Ja                                                | Ja                                                  |                                      |
| Slovenien                    | Ja                                                | Ja                                                  |                                      |
| Sydafrika                    | Ja                                                | Ja                                                  |                                      |
| Spanien                      | Ja}                                               | Ja                                                  |                                      |
| Sri Lanka                    |                                                   | Ja                                                  |                                      |
| Sverige                      | Ja                                                | Ja                                                  |                                      |
| Schweiz                      | Ja                                                | Ja                                                  | Ja                                   |
| Syrien                       |                                                   | Ja                                                  |                                      |
| Tadzjikistan                 | Ja                                                |                                                     |                                      |
| Thailand                     | Ja                                                | Ja                                                  |                                      |
| Togo                         |                                                   | Ja                                                  |                                      |
| Trinidad och Tobago          |                                                   | Ja                                                  |                                      |
| Tunisien                     | Ja                                                | Ja                                                  | Ja                                   |
| Turkiet                      | Ja                                                | Ja                                                  |                                      |
| Turkmenistan                 | Ja                                                |                                                     |                                      |
| Uganda                       |                                                   | Ja                                                  |                                      |
| Ukraina                      | Ja                                                |                                                     |                                      |
| Förenade arabemiraten        | Ja                                                | Ja                                                  |                                      |
| Storbritannien               | Ja                                                | Ja                                                  |                                      |
| USA                          |                                                   | Ja                                                  |                                      |
| Uruguay                      | Ja                                                |                                                     | Ja                                   |
| Uzbekistan                   | Ja                                                |                                                     |                                      |
| Venezuela                    | Ja                                                | Ja                                                  |                                      |
| Vietnam                      | Ja                                                | Ja                                                  |                                      |
| Zimbabwe                     | Ja                                                | Ja                                                  |                                      |